# Valašské Příkazy
Valašské Příkazy, bis 1925 Příkazy (deutsch Walachisch Prikas, früher Przikas) ist eine Gemeinde in Tschechien. Sie liegt fünf Kilometer nordöstlich von Valašské Klobouky und gehört zum Okres Zlín.

## Geographie
Valašské Příkazy befindet sich am nördlichen Fuße der Weißen Karpaten am Übergang zu den Javorníky und der Vizovická vrchovina. Das Dorf erstreckt sich am Rande des Naturparks CHKO Bílé Karpaty im Tal des Baches Kloboucký potok an der Einmündung der Dúbravka. Nordöstlich erhebt sich der Stráň (607 m), östlich der Černov (494 m), im Südosten der Požár (791 m) sowie südlich die Ploštiny (739 m). Durch den Ort führen die Staatsstraße I/57 zwischen Valašské Klobouky und Horní Lideč sowie die Bahnstrecke Horní Lideč–Bylnice.
Nachbarorte sind Horní Lideč im Norden, Francova Lhota und Střelná im Nordosten, Študlov im Osten, Radošín, Měříčka und Nedašova Lhota im Südosten, Stráně und Návojná im Süden, Poteč und Smolina im Südwesten sowie Lačnov und Sucháčkovy Paseky im Nordwesten.

## Geschichte
Die erste schriftliche Erwähnung des Dorfes erfolgte 1503 in der Landtafel, als König Vladislav II. Jagiello die Einlösung der an Jan von Lomnitz verpfändeten Herrschaft Brumov durch die Brüder Michal und Štěpán Podmanický von Podmanín bestätigte. Im Jahre 1520 erwarb Jan von Lomnitz die Herrschaft von Michal Podmanický. Nach dem Tode Jaroslavs von Lomnitz erbte 1572 dessen Schwester Magdalena die Herrschaft. Sie war die Ehefrau Heinrichs III. von Münsterberg und verkaufte die Burg Brumov mit allem Zubehör 1574 an Zdeněk Říčanský Kavka von Říčany. 1604 wurde das nahe der ungarischen Grenze gelegene Dorf von den siebenbürgischen Aufständischen Stephan Bocskais heimgesucht. Die Kavka von Říčany hielten den Besitz bis 1622, danach erwarb Paul Apponyi de Nagy-Appony Brumov. Während des Dreißigjährigen Krieges plünderten schwedische Truppen auf ihrem Weg nach Brumov den Ort. Zwischen 1626 und 1635 besaß Herrschaft Nikolaus Forgács, danach bis 1662 dessen Witwe Esther. Da ihr einziger Sohn Franz 1647 ermordet worden war, wurde nach Esthers Tode die Herrschaft Brumov unter ihren fünf Töchtern Eva, Judith, Maria, Sophia und Esther aufgeteilt. 1663 fielen die Türken in Przikas ein und ermordeten vier Einwohner. Zusammen mit dem Gut Návojná gehörte Przikas zum Anteil von Esther Forgács, die 1674 einen Teil ihres Besitzes einschließlich der Burg Brumov an Johann Gabriel von Selb verkaufte. Im Jahre 1670 bestand das Dorf aus acht Anwesen. Zu Beginn des 18. Jahrhunderts wurde das Dorf während der Kuruzenkriege niedergebrannt. Die Freiherrn von Selb hielten Návojná über drei Generationen bis 1733.
Bei der 1731 erfolgten Dreiteilung der Herrschaft Brumov kam Przikas  zur Dritten Herrschaft (Brumov III), deren Besitzerin 1733 Karoline Hetzer von Aurach auf Gut Divnice wurde. Ihr folgten ab 1745 ihre Töchter Antonia, Maria Maximiliana, Maria Franziska und Anna Maria. Seit 1750 ist in Przikas eine Brennerei nachweisbar, die ein herrschaftliches Privileg zur Herstellung von Sliwowitz und Borowiczka besaß. Zu dieser Zeit entstanden in dem Dorf auch eine herrschaftliche Brauerei und eine Mühle. Nach der Auslösung ihrer Schwestern war Antonia Beissel von Gymnich ab 1753 alleinige Besitzerin der Herrschaft Brumov III. Zwischen 1773 und 1782 besaß Johann Nepomuk Beissel von Gymnich Brumov III. Seinen Sitz hatte er in der Stadt Brumov und in Příkazy befand sich seine Güteradministration. Ihm folgte Josef Bernard Zhořský von Zhoř. Im Jahre 1788 bestanden Bestrebungen zur Einrichtung einer Schule für Przikas, Poteč, Horní Lideč und Študlov in Przikas. Jedoch scheiterte dies am Desinteresse der Herrschaft. Zhořský ließ 1790 in den Wäldern südlich von Študlov den Hof Radošín anlegen. Seine Witwe Franziska musste die Herrschaft 1802 wegen finanzieller Schwierigkeiten an Johann Böhm verkaufen. Nachfolgende Besitzer waren ab 1804 Johann Scharf und ein Jahr später Franz Xaver Scharf. Im Jahre 1806 erwarb Michael Chorinsky Brumov III. Im selben Jahre ging der Besitz an Franz Chorinsky über, der ihn bis 1813 hielt. Nachfolgender Grundherr war bis 1835 Felix von Friedental, jedoch stand die Herrschaft seit 1819 unter Zwangsverwaltung. Am 1824 unterrichtete in einem Haus der Lehrer aus Klobouky. Vier Jahre später entstand in Prikas ein eigenes "Schulgebäude"; der Lehrer gab den Unterricht in seinem Wohnzimmer in der hölzernen Chaluppe. 1832 wurde die Mährische Walachei von einer schweren Choleraepidemie heimgesucht. Hinter der Brennerei entstand ein Cholerafriedhof, auf dem auch die Toten aus Horní Lideč und Poteč bestattet wurden. Przikas bestand im Jahre 1834 aus 28 Häusern und  hatte 194 Einwohner. Im Jahre 1836 ersteigerte der Znaimer Bürgermeister Wolfgang Ritter von Manner den aus den Dörfern Nawoyna, Prikaz und Scudlow sowie 29 Häusern von Brumov und den Forstrevieren Nawoyna und Radoschin bestehenden Allodherrschaftsteil Brumov III. Er ließ ihn zum selbstständigen Allodgut erheben und zwischen 1846 und 1851 in Nawoyna ein Schloss als Herrschaftssitz errichten. Die Bewohner des Dorfes lebten von der Landwirtschaft und verdienten sich ein Zubrot durch die Fertigung von Babuschen in Heimarbeit.
Nach der Aufhebung der Patrimonialherrschaften bildete Příkazy/Przikas ab 1850 eine Gemeinde in der Bezirkshauptmannschaft Uherský Brod. Besitzerin der Güter war ab 1864 Manners Witwe Barbara. 1870 wurde sie von ihrem Sohn Hugo und dessen Schwester Felicia Centner beerbt. Die herrschaftliche Brauerei stellte 1886 ihre Produktion ein, zehn Jahre später wurde die Mühle stillgelegt. Nach dem Tode Hugo von Manners fiel der Besitz 1910 seinem Neffen Heinrich Centner-Manner zu, der zu Beginn des Ersten Weltkrieges fiel. Von 1914 bis 1945 gehörten die Güter seiner Witwe Pauline. Zur Unterscheidung von weiteren gleichnamigen Orten wurde dem Gemeindenamen Příkazy 1925 das Präfix Valašské vorangestellt. Der zwischen 1923 und 1928 erfolgte Bau der Bahnstrecke Horní Lideč–Bylnice brachte der Herrschaft Návojná einen starken wirtschaftlichen Aufschwung, da das Holz aus den herrschaftlichen Forsten nunmehr mit der Bahn transportiert werden konnte. 1933 entstand in Valašské Příkazy ein neues Schulgebäude. Zwischen dem 24. und 26. April 1945 floh Pauline Centner-Manner mit ihren Kindern Viktor, Hugo und Felicia vor der heranrückenden Front aus Návojná auf das Schloss Swietlau bei Bojkovice und wurde nach dem Ende des Zweiten Weltkrieges als Deutsche enteignet und ausgewiesen. Seit 1949 war Valašské Příkazy dem Okres Valašské Klobouky zugeordnet. Ende 1960 kam die Gemeinde nach der Aufhebung des Okres Valašské Klobouky zum Okres Vsetín. 1973 wurde die Schule geschlossen und darin ein Kindergarten eingerichtet, der bis 1991 bestand. Schulorte sind seit 1973 Valašské Klobouky bzw. Horní Lidec. Zwischen 1974 und 1978 wurde das Kulturhaus gebaut. Gepfarrt ist das Dorf seit eh und jeh nach Valašské Klobouky. Bekanntestes Unternehmen des Dorfes ist die Brennerei, die ihren Sliwowitz auch exportiert. Seit Anfang 2021 gehört die Gemeinde zum Okres Zlín.

## Ortsgliederung
Für die Gemeinde Valašské Příkazy sind keine Ortsteile ausgewiesen.

## Sehenswürdigkeiten
- Kapelle

## Persönlichkeiten
- Norodom Sihamoni, der kambodschanische Prinz verbrachte zu Beginn der 1970er Jahre während seines Ballettstudiums in Prag die Ferien mit seiner Gastfamilie in Valašské Příkazy

### Söhne und Töchter der Gemeinde
- Jaroslav Jeřábek (* 1936), Maler